# Heimatsound

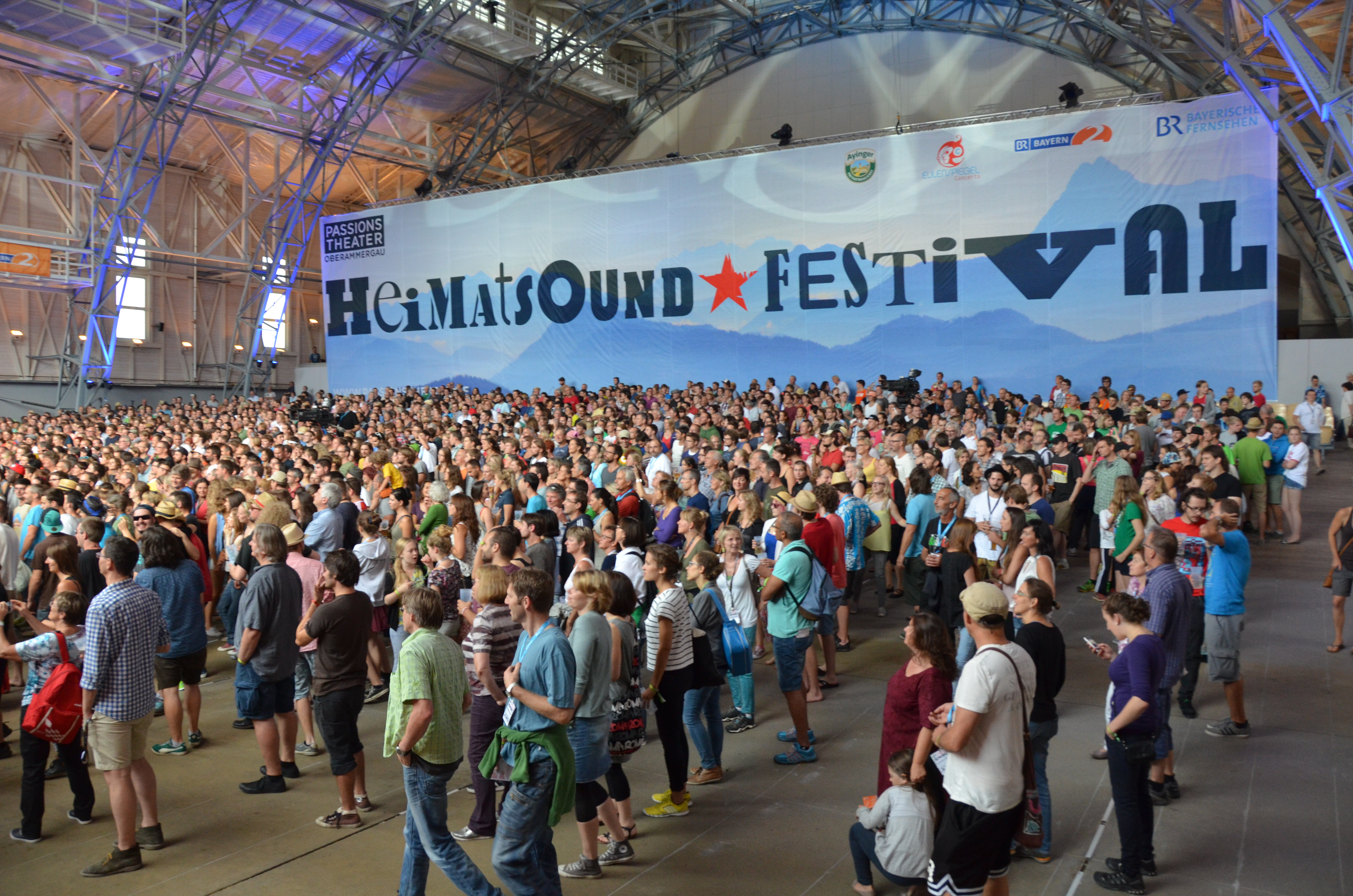
Das Heimatsound-Festival findet seit 2013 jährlich im Passionstheater Oberammergau statt

Heimatsound ist ein Label, unter dem verschiedene Sendungen im BR Fernsehen und der Hörfunkwelle Bayern 2 laufen.

## Die Idee
Mit den Sendungen unter dem Label Heimatsound möchte der Bayerische Rundfunk moderner Musik aus Bayern und dem Alpenraum in seinen Fernseh- und Radioprogrammen einen höheren Stellenwert einräumen. In Context dazu steht auch das Heimatsound-Festival in Oberammergau, das offen sein will für verwandte Strömungen aus dem Alpenraum, also aus Bayern, Österreich, der Schweiz und Südtirol. Bekannte Namen im Repertoire des Heimatsound sind: LaBrassBanda, Moop Mama, Konstantin Wecker, Willy Michl, Jesper Munk, G. Rag, Georg Ringsgwandl, Mathias Kellner, Jamaram, Wolfgang Buck, Claudia Koreck, Keller Steff, The Elephant Circus, Fiva und Ebow. Stilprägend sind zudem alpenländische Musiker wie Hubert von Goisern, Sophie Hunger, Ganes oder HMBC.

## Heimatsound im Fernsehen
Zum Konzept der TV-Sendung gehört es, unterschiedliche Musikstile von Indie-Pop über Hip-Hop bis hin zum klassischen Singer/Songwriter gemeinsam zu präsentieren, sowie neben bekannten Musikern auch Newcomern eine Bühne zu bieten.
2011 startete Heimatsound im Bayerischen Fernsehen mit Sendungen aus der Münchner Freiheiz-Halle. Seit 2014 ist der Heimatsound im Münchner Club STROM beheimatet. In der TV-Sendung  treten jeweils drei Musiker aus Bayern bzw. dem Alpenraum auf. Moderiert wird die Sendung von Sebastian Horn (Sänger der Bananafishbones). Zuvor wurde sie präsentiert von Sandra Rieß, Nina „Fiva“ Sonnenberg, Achim 60 Bogdahn, Sebastian Winkler und Birgit Denk.
Von Heimatsound zu unterscheiden ist die Reihe Heimatsound Concerts, in der Konzertmitschnitte einzelner Künstler präsentiert werden. Als Locations dienten bisher die Freiheiz-Halle, der Club STROM, das Herzkasperlzelt auf dem Münchner Oktoberfest, sowie das Passionstheater Oberammergau.

## Heimatsound im Radio
Die Radiosendung wird seit 2013 jeden Sonntag um 11:30 Uhr auf Bayern 2 ausgestrahlt. Darüber hinaus läuft Heimatsound im allgemeinen Musikprogramm von Bayern 2.

## Heimatsound-Festival
Seit 2013 ist das Oberammergauer Passionstheater für zwei Tage Veranstaltungsort des Heimatsound-Festivals. Dort treten relevante Vertreter der alpenländischen Musikszene auf, neben bekannten Headlinern jeweils auch die zwei Gewinner des Heimatsound-Bandwettbewerbs. Bühne und Zuschauerraum für 4500 Besucher sind im Oberammergauer Passionstheater, die Eintrittskarten sind seit dem Festival 2014 schon Monate vor Bekanntgabe der auftretenden Künstler ausverkauft. Die Auftritte werden vom Bayerischen Rundfunk teils live, teils zeitversetzt im Fernseh- und Radioprogramm des Senders übertragen.

## Sonstiges
- Die meisten Bands/Künstler und viele mehr sind vertreten auf den drei BR-Heimatsound-CDs, deren erste im Mai 2014 via Sony Music erschienen ist.[2]
- Bayerisches Fernsehen und Bayern 2 veranstalten seit 2014 einen jährlichen Heimatsound-Wettbewerb, dessen Gewinner in der Vergangenheit einen Platz auf der CD bekam und auch auf dem Heimatsound-Festival auftreten durfte. Gewinner 2014 war die Band Dexico.[3]